# John Ross (1er baronnet)
Pour les articles homonymes, voir John Ross.
John Ross (11 décembre 1853-17 août 1935) est un homme politique et juge irlandais qui est la dernière personne à occuper le poste de Lord Chancelier d'Irlande.

## Jeunesse
Il est né à Derry, dans le comté de Londonderry, en Irlande, le 11 décembre 1853. Il est le fils aîné du révérend Robert Ross, ministre presbytérien et, à une époque, modérateur de l'Église presbytérienne d'Irlande. Il fait ses études à l'école modèle et au Foyle College, à Derry, où l'auteur-compositeur Percy French est l'un de ses amis d'école. En 1873, il entre au Trinity College de Dublin. Il devient président de la University Philosophical Society en 1877 et obtient son baccalauréat la même année; en 1878, il est auditeur de la College Historical Society, où ses contemporains sont l'homme politique et juge Edward Carson (plus tard Lord Carson) et James Campbell (le futur Lord Glenavy, Lord chancelier d'Irlande). Il obtient un baccalauréat en droit (LL. B.) diplôme en 1879.

## Juge
Ross entre au Gray's Inn à Londres en 1878 et est admis au barreau irlandais en 1879. Il devient conseiller de la reine en 1889. Il est député conservateur à la Chambre des communes pour Londonderry City de 1892 jusqu'à sa défaite en 1895. En 1896, Ross entre dans la magistrature comme juge foncier à la Division de la chancellerie de la Haute Cour de justice d'Irlande. Lorsqu'il est nommé, il est le plus jeune juge du Royaume-Uni et il est le premier juge presbytérien de la High Court. Maurice Healy note qu'il est aussi scrupuleux d'éviter toute suggestion de parti pris religieux qu'il l'est de ne pas laisser ses propres opinions politiques influencer son jugement. Si sa formation principale est en équité, il est aussi un bon avocat pénaliste.
Ross est admis au Conseil privé d'Irlande en 1902. En 1919, il est nommé baronnet. En 1921, succédant à Sir James Campbell, Ross est nommé Lord Chancelier d'Irlande. Il est le dernier titulaire de cette fonction, abolie en décembre 1922. Ross se retire à Londres, mais plus tard il revient vivre en Irlande du Nord.
Il est président de la brigade de l'Ambulance Saint-Jean en Irlande et, pendant la Première Guerre mondiale, il contrôle toutes les activités de la Croix-Rouge dans le sud de l'Irlande. En 1914, il est fait Chevalier de Grâce du Grand Prieuré de l'Ordre de Saint-Jean de Jérusalem. Pendant la guerre, il est également président du conseil irlandais pour la sélection des candidats aux commissions dans l'armée britannique.

## Famille
En 1882, Ross épouse Katherine Mary Jeffcock (décédée en 1932), qui est la fille unique du lieutenant-colonel Deane Mann, de Dunmoyle and Corvey Lodge, comté de Tyrone, et de son épouse Mary Stobart Jeffcock. Ils ont un fils, le major Sir Ronald Deane Ross et deux filles, Irene et May, dont la plus jeune est décédée avant son père. Ross meurt d'une broncho-pneumonie à son domicile, Dunmoyle Lodge, Sixmilecross, Co. Tyrone, le 17 août 1935, et son fils lui succède comme deuxième baronnet.